# Bolitophila tenella
Bolitophila tenella är en tvåvingeart som beskrevs av Johannes Winnertz 1863. Bolitophila tenella ingår i släktet Bolitophila och familjen smalbensmyggor. Arten är reproducerande i Sverige. Inga underarter finns listade i Catalogue of Life.